# Saprinus concinnus
Saprinus concinnus är en skalbaggsart som först beskrevs av Friedrich-August von Gebler 1830.  Saprinus concinnus ingår i släktet Saprinus och familjen stumpbaggar. Inga underarter finns listade i Catalogue of Life.